# Генетическая антисипация
Генетическая антисипация — это явление, при котором симптомы генетических заболеваний появляются у потомков в более раннем возрасте, чем у родителя, и усиливаются в каждом последующем поколении. Антисипация чаще проявляется в нарушении тринуклеотидного повтора. Например, болезнь Гентингтона или миотоническая дистрофия, которые обусловлены динамическими мутациями ДНК. Во всех болезнях связанных с антисипацией отмечаются неврологические симптомы.

## Экспансия тринуклеотидных повторов
Тринуклеотидные повторы — это многократно повторяющийся кластер из трех нуклеотидов, (например, CGG). Местоположение таких повторов обнаруживается в локусах генома человека (в интронах, экзонах и 5’ или 3′-нетранслируемых областях). Во время мейоза, нестабильные повторы подвергаются экспансии, что влечет за собой увеличения числа копий тринуклеотидных повторов.

## Механизм
Для многих локусов нарушение тринуклеотидных повторов безвредно, однако, для некоторых участков экспансия становится пагубной и вызывает различные симптомы. Если тринуклеотидный повтор находится на участке, кодирующей белок, повторяющаяся экспансия может привести к образованию мутантного белка с усилением функций. Это проявляется при болезни Гентингтона, где тринуклеотидный повтор кодирует длинный участок остатков глютамина. Когда же повтор встречается на нетранслируемой области, идет нарушение экспрессии гена (синдром ломкой Х-хромосомы).
При достижении определённого порога числа повторов оказывает пагубное влияние на организм. Например, у здоровых людей имеется от 5 до 30 копий этого участка. У больных со средней тяжестью протекания болезни (например, проявлена только катаракта) число копий достигает больше 50 и может доходить до 100. Однако мейотическая нестабильность может привести к динамическим мутациям, которые увеличивают число повторов у потомства, наследующего мутантный аллель. Как только количество копий перешло порог в 100, болезнь начнет проявляться раньше (хотя некоторые индивидуумы смогут достичь совершеннолетия без проявления симптомов) и симптомы будут намного тяжелее (включая миотонию). Если количество копий повторов уходит за 400, то симптомы начинают проявляться у детей.

## Болезни, связанные с генетической антисипацией
- Аутосомно-доминантный тип
  - Спиноцеребеллярная атаксия
  - Болезнь Гентингтона
  - Миотоническая дистрофия
  - Врожденный дискератоз

Аутосомно-рецессивный тип
- Атаксия Фридрейха

- Без экспрессии генов
  - Болезнь Крона
  - Болезнь Бехчета (Адамантиадиса — Бехчета)
- Сцепленный с Х-хромосомой
  - Синдром ломкой X-хромосомы

## Примечание
1. ↑  Ульям С. Клаг, Майкл Р. Каммингс. Основы генетики / пер. с англ. А.А. Лушниковой, С.М. Мусаткина. — Москва: Техносфера, 2009. — С. 131, 224-225. — 894 с. — ISBN 978-5-94836-206-9.